# Schüblerkoralerna

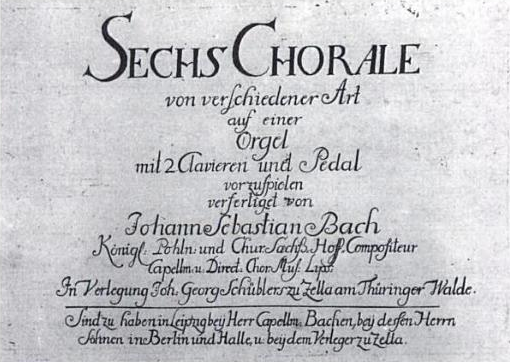
Originalutgåvans titelblad från 1746.

Schüblerkoralerna (tyska: Die Schüblerschen Choräle) är sex koralbearbetningar för orgel av Johann Sebastian Bach (originaltitel: Sechs Choräle von verschiedener Art, ’Sex koraler av olika slag’). Särskilt Wachet auf och Kommst du nun, Jesu, vom Himmel herunter hör till Bachs mest kända verk för orgel. Den senares melodi är mer känd med texten Lobe den Herren (eller, för svensktalande, Herren, vår Gud, är en konung) – med den  mindre kända texten kan denna samling genomgående anknyta till kyrkoårets slut och adventstiden.
Den exakta tidpunkten för samlingens tillkomst är inte känd; originaltryckningen utfördes i Zella 1748/1749 av Johann Georg Schübler, vilken också har gett den dess namn. Fem av de sex satserna är bearbetningar av kantatsatser. Brottstycken ur Kantat 188 förmodas vara källa till den sjätte satsen, men det är spekulation.
Det faktum att Bach gjorde sig omaket och stod för kostnaden för att låta gravera och ge ut transkriptionerna tyder på att han inte betraktade Schüblerkoralerna som ett smärre hafsverk, utan lika beaktansvärd som de övriga klavermusiksamlingarna han lät gravera. Dessa sex satser gör kantaternas karaktär tillgängliga via det mer kommersiellt gångbara mediet klaviaturtranskriptioner.
Satserna torde vara avsedda att vara lätta att spela; de flesta av satserna är bara trestämmiga, och pedalstämman i dem har antingen cantus firmus eller tjänar som rytmiskt enkelt harmoniskt stöd för överstämman. Något svårare är de fyrstämmiga Wer nur den lieben Gott lässt walten och Meine Seele erhebt den Herrn. I den senare har även pedalen jämte de bägge stämmorna i vänster hand del i den tematiska genomföringen och bearbetningen.

## Översikt
| Nr | BWV     | Titel                                    | Taktart | Tonart | Förlaga                  |
| -- | ------- | ---------------------------------------- | ------- | ------ | ------------------------ |
| 1  | BWV 645 | Wachet auf, ruft uns die Stimme          | c       | Ess    | BWV 140/4 (= BC A 166/4) |
| 2  | BWV 646 | Wo soll ich fliehen hin                  | c       | e      | –                        |
| 3  | BWV 647 | Wer nur den lieben Gott lässt walten     | c       | c      | BWV 93/4 (= BC A 104/4)  |
| 4  | BWV 648 | Meine Seel erhebt den Herren             | 6/8     | d      | BWV 10/5 (= BC A 175/5)  |
| 5  | BWV 649 | Ach bleib bei uns Herr Jesus Christ      | c       | B      | BWV 6/3 (= BC A 57/3)    |
| 6  | BWV 650 | Kommst du nun, Jesu, vom Himmel herunter | 9/8     | G      | BWV 137/2 (= BC A 124/2) |

## Andra viktiga koralförspelssamlingar av J.S. Bach
- Orgelbüchlein (BWV 599–644)
- Leipzigkoralerna (Achtzehn Choräle von verschiedener Art, BWV 651–668)
- Klavierübung III (BWV 669–689)